# Kraal

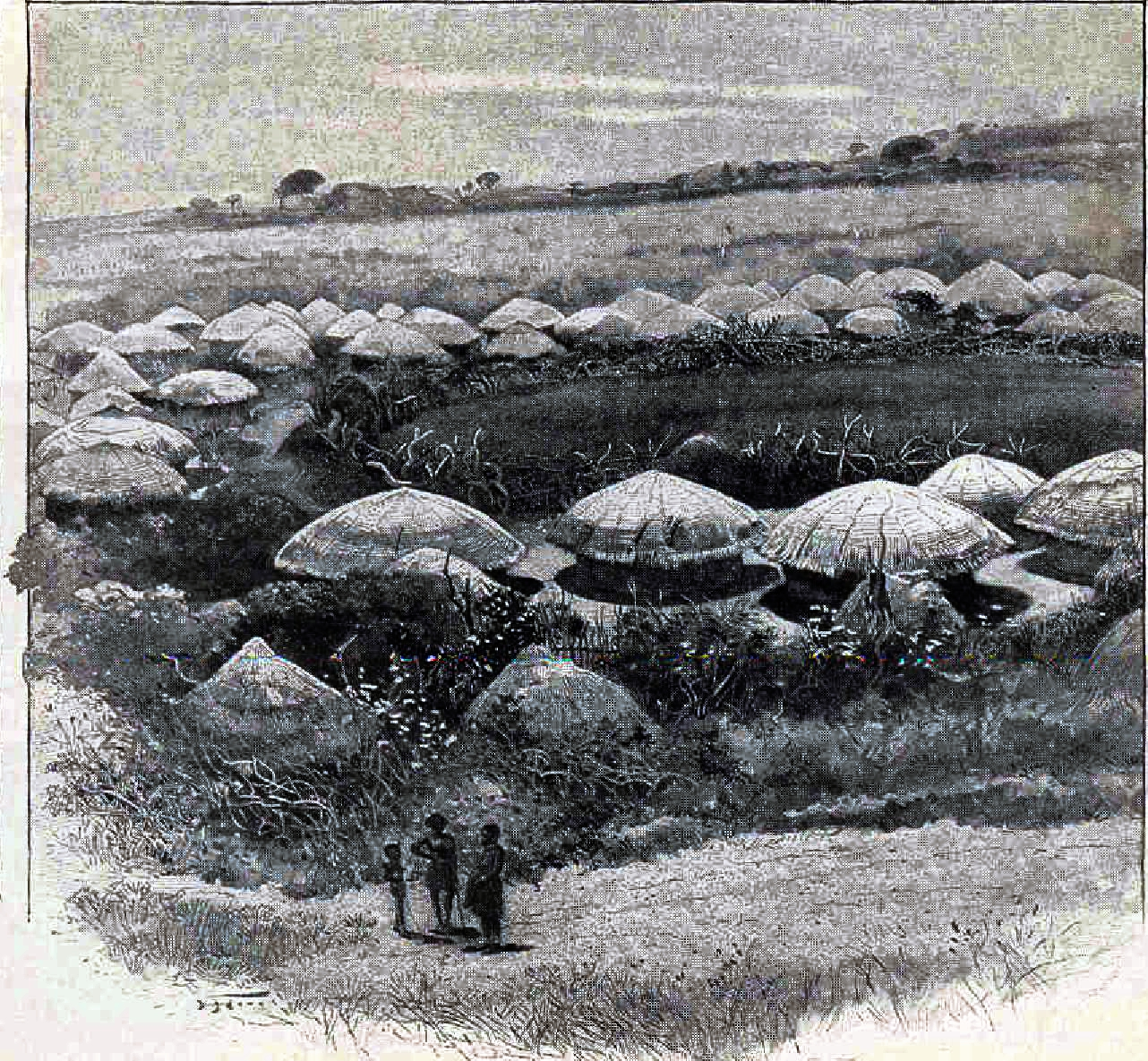
Uma ilustração de um kraal perto de Bulawayo no século XIX.

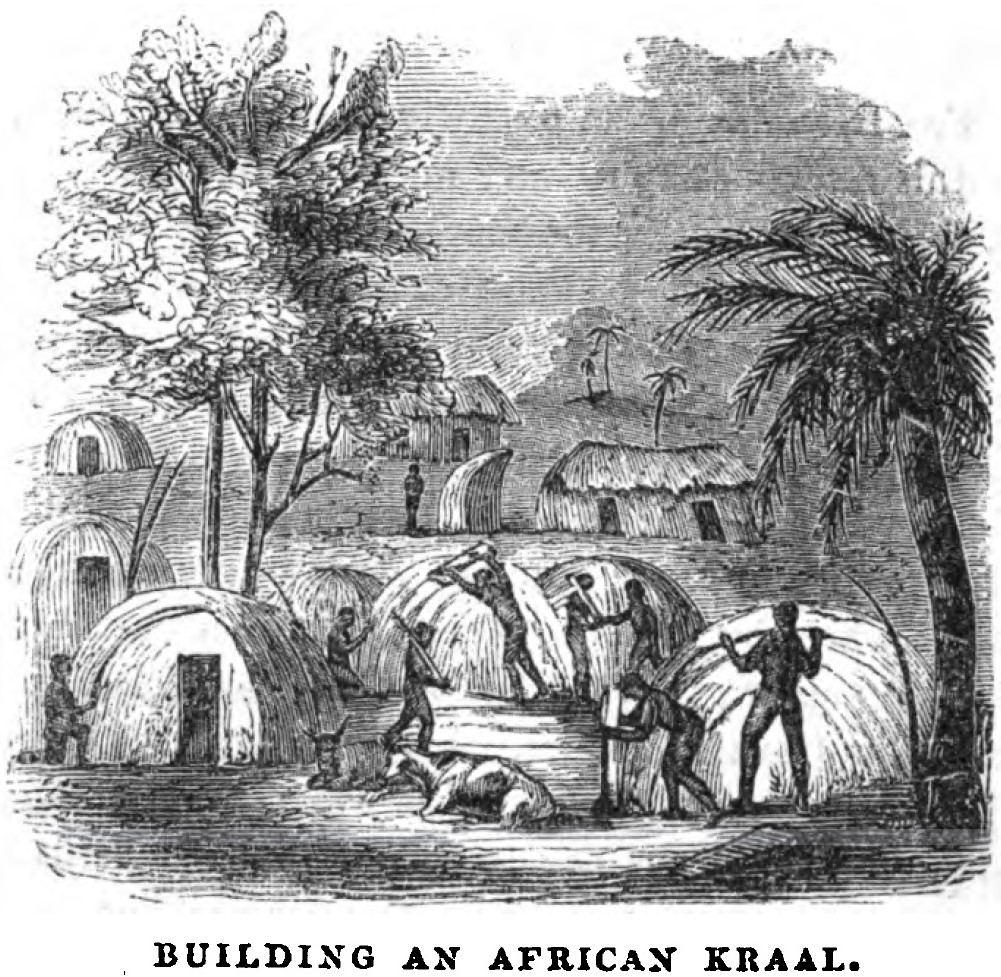
Construindo um kraal africano (julho de 1853, X, p.78).

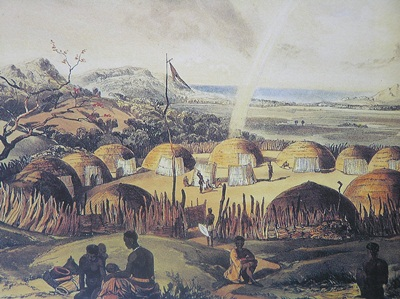
Kraal zulu perto de Umlazi, Natal.

Kraal (também escrito craal ou kraul ) é uma palavra africâner e holandesa, também usada no inglês sul-africano, para um curral para gado ou outros animais domesticados, localizado dentro de um assentamento ou vila da África Austral cercado por uma cerca de galhos de arbustos espinhosos, uma paliçada, parede de barro ou outra cerca, de forma aproximadamente circular. É semelhante a uma boma na África Oriental ou Central.
Em Curaçao, outra colônia holandesa, o curral era chamado de "koraal" que significa coral e que em papiamento é traduzido como "kura" (ainda em uso hoje para qualquer terreno fechado, como um jardim).

## Etimologia
Na língua africâner, kraal é um termo derivado da palavra portuguesa curral, cognato com o corral da língua espanhola, o qual entrou no inglês separadamente. Na África Oriental e Central, a palavra equivalente para um curral de gado é boma, mas isto assumiu significados mais amplos.
Em algumas regiões da África Austral, o termo kraal é usado no Escotismo para se referir à equipa de Líderes Escoteiros de um grupo.

## Propriedade
O termo refere-se principalmente ao tipo de propriedade dispersa característica dos povos de língua nguni da África Austral. Embora desde o período da colonização, os sul-africanos e historiadores europeus comumente se referissem a todo o assentamento como um kraal, os etnógrafos há muito reconheceram que seu referente adequado é a área do curral de animais dentro de uma propriedade rural. Os etnógrafos modernos chamam as várias habitações humanas dentro de uma propriedade (em xhosa: umzi, em zulu: umuzi, em sotho: mutsi, em swazi: umuti) casas (singular indlu ; plural em xhosa e zulu: izindlu, em sotho: dintlu, em swati: tindlu).
Dobras para animais e recintos feitos especialmente para fins defensivos também são chamados de currais.

## Kraals zulus
Para o povo zulu, o kraal, ou isibaya, na língua zulu, funciona como propriedade, local de adoração ritual e como posição defensiva. É organizado como um arranjo circular de cabanas em forma de colmeia chamadas iQukwane, que eram tradicionalmente construídas por mulheres, em torno de um recinto para gado. Eles são sempre construídos em uma das muitas colinas da Zululândia, orientadas para baixo. O termo "kraal" refere-se tanto à própria aldeia como ao curral central do gado.
Os kraals são construídos em uma colina inclinada para baixo, com a entrada voltada para a base da colina para fins sanitários, defensivos e rituais. Há uma cerca externa de madeira que circunda todo o kraal, e depois uma interna para o curral do gado. A cabana oposta à entrada era a casa da mãe do chefe ou do próprio chefe. As cabanas mais próximas das do chefe eram as de suas esposas, sendo a da grande esposa mais próxima da sua. Mais perto da entrada, as cabanas dos filhos da aldeia foram colocadas do lado esquerdo e as cabanas das filhas da aldeia à direita. Em cada cabana haveria um umsamo, uma área ritual especial, com o umsamo mais importante localizado na cabana do chefe. As cabanas mais próximas da entrada eram utilizadas para hóspedes e visitantes. Além disso, haveria várias torres de vigia no kraal.

### Usos rituais
O umsamo dentro da cabana do chefe era um importante local de comunicação com os espíritos ancestrais. Da mesma forma, haveria um local no lado oeste do recinto do gado para a realização de rituais dirigidos aos antepassados. Esses rituais eram geralmente realizados pelo chefe, uma importante posição cerimonial na sociedade tradicional Zulu.